# Rybky
Rybky (in ungherese Halasd) è un comune della Slovacchia facente parte del distretto di Senica, nella regione di Trnava.